# Donald Solitar
Donald Solitar   (Brooklyn, 5 de setembre de 1932 - Toronto, 25 d'abril de 2008) va ser un matemàtic estatunidenc que va treballar al Canadà.

## Vida i Obra
Solitar va néixer a Brooklyn i va estudiar a l'institut, en el qual va ser membre de l'equips de matemàtiques, juntament amb el qui seria el seu amic i col·lega durant tota la vida, Abraham Karrass. En acabar els estudis secundaris va ingressar al Brooklyn College, on es va graduar en matemàtiques el 1953. A continuació va començar estudis de post-grau a la universitat de Princeton amb la intenció de treballar en teoria de grups sota la direcció d'Emil Artin, però com que Artin ja no estava interessat en aquest tema, l'any següent va tornar a la universitat de Nova York, en la qual es va doctorar el 1958, sota la direcció de Wilhelm Magnus.
Des de 1957 fins a 1967 va ser professor de la universitat Adelphi de Nova York i, després d'un curs a la Universitat Politècnica de Nova York, el 1968 va ser nomenat director de departament a la universitat York de Toronto (Canadà) on va fer la seva carrera acadèmica fins a la seva sobtada mort el 2008.
Solitar és recordat pels seus treballs en teoria combinatòria de grups. El seu llibre de 1966, escrit conjuntament amb Magnus i Karrass, ha esdevingut un clàssic en la matèria. A ell se li deu la presentació de grup anomenada grups de Baumslag-Solitar, que ha tingut un important impacte en l'anàlisi de les ondetes.
A més, Solitar va ser un poeta aficionat al qui agradava escriure versos que repartia entre amics i coneguts.